# Elsaß-Lothringische T 7
Die T 7 waren Tenderlokomotiven der Reichseisenbahnen in Elsaß-Lothringen. Sie wurden zunächst als Reihe D 32 bezeichnet, von 1906 bis 1912 als Baureihe T 5.

## Beschreibung
Die Fahrzeuge für den Einsatz im Personenzugdienst wurden nach dem Vorbild der Bayerischen D XII entwickelt. Sie sollten notfalls auch in der Lage sein, einen Schnellzug über die kurzen Distanzen zwischen den Verkehrsknoten der Reichseisenbahnen und den Bahnhöfen der pfälzischen Staatsbahn zu ziehen. Eine der Maschinen gelangte 1923 zur Deutschen Reichsbahn und erhielt dort die Betriebsnummer 73 125 im Anschluss an die Bayerischen D XII.